# Sentrup (Bad Iburg)
Sentrup ist ein Ortsteil der Stadt Bad Iburg im niedersächsischen Landkreis Osnabrück.

## Geographie
Der Ort liegt 3,5 km östlich vom Kernbereich von Bad Iburg. Durch Sentrup verläuft die Landesstraße L 97 in West-Ost-Richtung. Nordwestlich von Sentrup liegt das 220 ha große Naturschutzgebiet "Freeden".